# Sislar

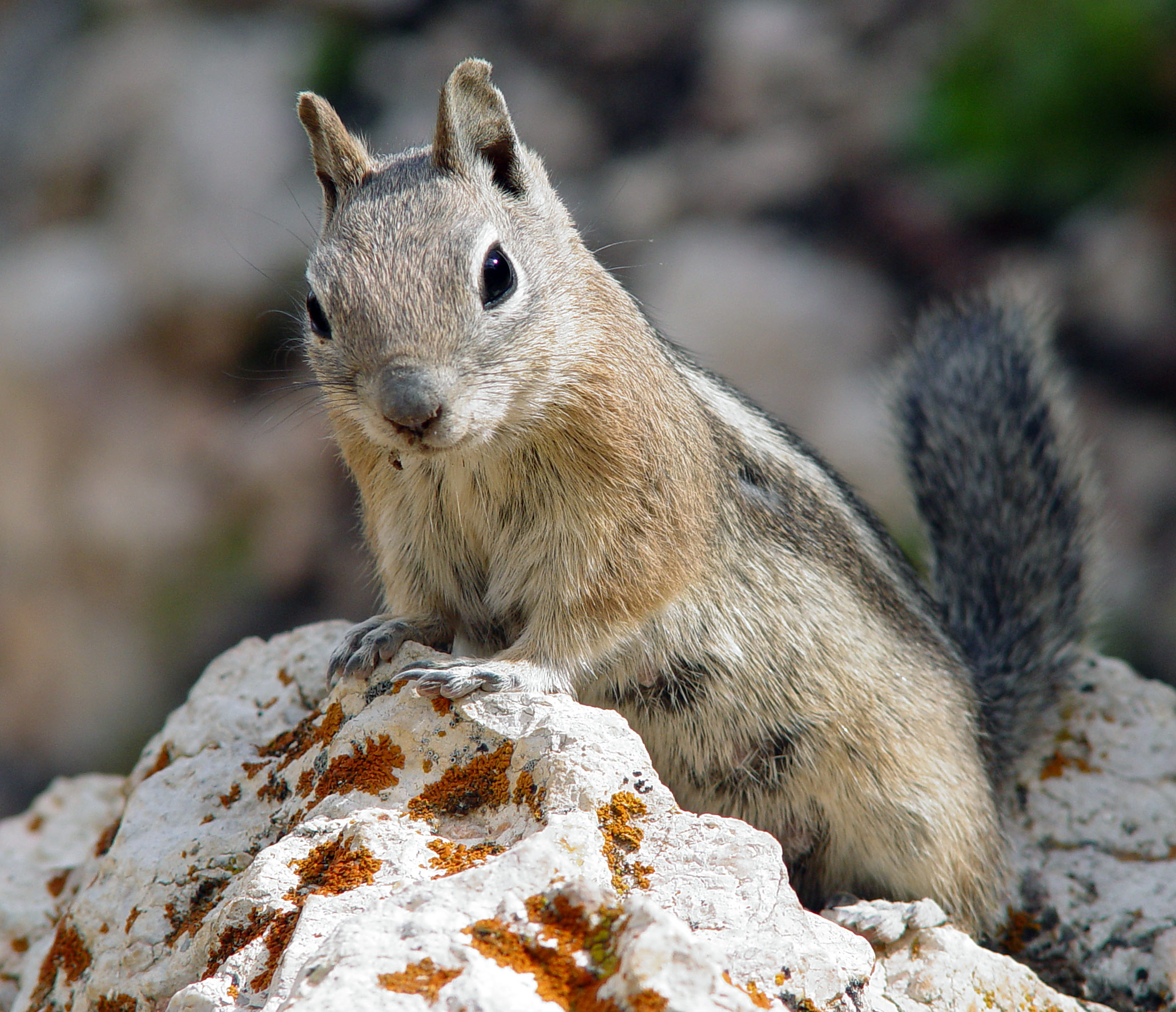
Guldmantlad sisel (Callospermophilus lateralis)

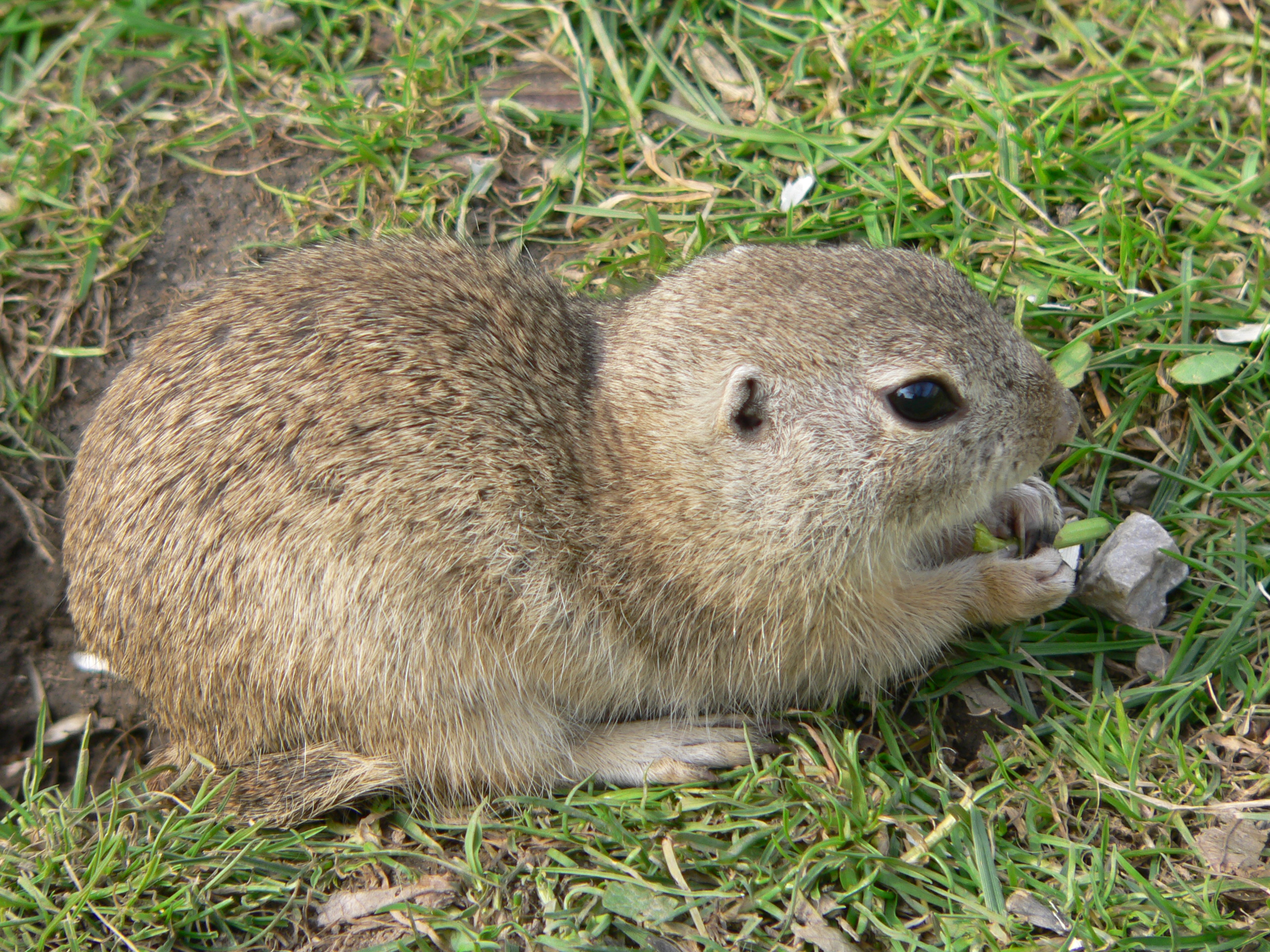
Sisel (Spermophilus citellus)

Sislar är en sammanfattande beteckning för flera släkten i familjen ekorrar som har liknande utseende. Sislar är ingen taxonomisk grupp på grund av att de är parafyletiska till bland annat präriehundar och murmeldjur. Sislarna  ansågs tidigare vara ett enda släkte i ekorrfamiljen, Spermophilus, men modern DNA-teknik har lett till att de delats upp i flera. Se närmare under Systematik nedan.
Medlemmarna lever alla på eller under markytan. Djuren är vanligtvis brunaktiga till gråbruna, ofta med fläckar eller strimmor. De har korta ben och svans. Släktena finns utbrett från Västeuropa till Sibirien och från Alaska till norra Mexiko. Majoriteten av djurgruppens arter lever i Nordamerika.

## Utseende
Individerna når en kroppslängd (huvud och bål) av 13 till 41 cm och en svanslängd av 4 till 25 cm. Vikten varierar mellan 85 gram och ett kilogram. Pälsen på ryggen har oftast en gråbrun till grågul färg och buken är gul- eller vitaktig. Det finns också några arter som är mörkbruna till svarta på ovansidan. Ofta förekommer mörka strimmor och ljusa fläckar på pälsen. Hos en del arter har sommarpälsen en mera rödaktig färg. Extremiteterna är korta jämfört med övriga kroppen. Dessutom har sislar kindpåsar för att bära födan.

## Ekologi
Habitatet utgörs främst av gräsmarker som stäpper eller prärier. Sislar hittas även i öppna skogar, på jordbruksmark, i klippiga regioner och i tundra.
Arternas bo kan vara en enkel 1,2 meter lång underjordisk gång eller komplexa tunnelsystem med flera förgreningar och utgångar. Hos vissa arter kan enskilda gångar vara 20 meter lång och ligga 2 meter under markytan. Det finns även ett fåtal arter som inte bygger bo alls.
Liksom jordekorrar (Tamias) vistas sislar främst på marken men de har bra förmåga att klättra i växtligheten eller på stenar. Individerna är aktiva på dagen och solbadar ofta. Beroende på utbredningsområde är sislar aktiva hela året eller håller vinterdvala. Till exempel går arktisk sisel (Urocitellus parryii) i ide cirka sju månader.
Sislar äter främst vegetabiliska ämnen som frön, nötter, rötter, svampar och gröna växtdelar. Födan kompletteras med några insekter och andra ryggradslösa djur samt ibland små ryggradsdjur.
Individernas sociala beteende är beroende på art. Ibland finns många bon i ett begränsat område men individerna interagerar sällan. Bara arten Ictidomys tridecemlineatus bildar ibland små flockar. Hos en del arter har hanar avgränsade revir som överlappar flera honors revir. Honorna är inte aggressiva mot varandra och de kan i vissa fall uppfostra sina ungar i samma bo. För kommunikationen har sislar olika läten, till exempel för att varna varandra för fiender.
Parningen sker under våren hos arter som går i ide kort efter vintervilans avslutning. Honor är dräktiga 23 till 31 dagar; sedan föds oftast 4 till 7 ungar men antalet ungar kan variera mellan 2 och 15. Ungarna väger 5 till 12 gram vid födelsen och får sedan di i fyra till sex veckor. De blir könsmogna strax innan de fyller ett år. Däremot överlever bara 30 till 35 procent av ungdjuren första vintern och antalet vuxna individer decimeras varje vinter med cirka 40 procent. Hanar blir sällan äldre än 6 år och honor kan leva 11 år.

## Systematik
I äldre verk förekommer det vetenskapliga namnet Citellus för sislar. Namnet etablerades av den tyska naturforskaren Lorenz Oken i verket "Okens Lehrbuch der Naturgeschichte" (1816). Däremot följde Oken inte Linnés binärnomenklatur och därför godkänns de av honom inrättade namnen inte av International Code of Zoological Nomenclature.
Senare har Spermophilus betraktats som ett sammanhängande, självständigt släkte i ekorrfamiljen med det svenska trivialnamnet sislar. År 2003 utförde emellertid ett forskarlag, bestående av zoologerna M. D. Herron och T. A. Castoe, en DNA-undersökning av ekorrfamiljen som bland annat visade att det dåvarande släktet Spermophilus (sislar) var parafyletiskt med avseende på släktena präriehundar, Ammospermophilus och murmeldjur, varför de föreslog närmare forskning.  Sex år senare visade ett forskarlag under ledning av zoologen K. M. Helgen samma förhållande beträffande sislarna, och föreslog att den gamla familjen Spermophilus skulle delas upp i sina undersläkten. Det råder dock inget ett-till-ett-förhållande medan de tidigare undersläktena och de nya namnen; att en art tidigare tillhört ett undersläkte medför inte per automatik att den numera tillhör motsvarande släkte. Dessa släkten ingår, tillsammans med präriehundar, Ammospermophilus och murmeldjur i tribuset Marmotini. Sambandet illustreras av nedanstående kladogram.

### Tribus Marmotini – kladogram
Släkten i fetstil ingår i det gamla släktet Spermophilus.
|  | Ammospermophilus |
|  |                  |
|  | Notocitellus     |
|  |                  |

|  | Otospermophilus   |
|  |                   |
|  | Callospermophilus |
|  |                   |

|  | Poliocitellus                                                               |
|  |                                                                             |
|  | \| \| Cynomys (präriehundar) \| \| \| \| \| \| Xerospermophilus \| \| \| \| |
|  |                                                                             |
|  | Cynomys (präriehundar)                                                      |
|  |                                                                             |
|  | Xerospermophilus                                                            |
|  |                                                                             |

|  | Cynomys (präriehundar) |
|  |                        |
|  | Xerospermophilus       |
|  |                        |

|  | Poliocitellus                                                               |
|  |                                                                             |
|  | \| \| Cynomys (präriehundar) \| \| \| \| \| \| Xerospermophilus \| \| \| \| |
|  |                                                                             |
|  | Cynomys (präriehundar)                                                      |
|  |                                                                             |
|  | Xerospermophilus                                                            |
|  |                                                                             |

|  | Cynomys (präriehundar) |
|  |                        |
|  | Xerospermophilus       |
|  |                        |

|  | Otospermophilus   |
|  |                   |
|  | Callospermophilus |
|  |                   |

|  | Poliocitellus                                                               |
|  |                                                                             |
|  | \| \| Cynomys (präriehundar) \| \| \| \| \| \| Xerospermophilus \| \| \| \| |
|  |                                                                             |
|  | Cynomys (präriehundar)                                                      |
|  |                                                                             |
|  | Xerospermophilus                                                            |
|  |                                                                             |

|  | Cynomys (präriehundar) |
|  |                        |
|  | Xerospermophilus       |
|  |                        |

|  | Poliocitellus                                                               |
|  |                                                                             |
|  | \| \| Cynomys (präriehundar) \| \| \| \| \| \| Xerospermophilus \| \| \| \| |
|  |                                                                             |
|  | Cynomys (präriehundar)                                                      |
|  |                                                                             |
|  | Xerospermophilus                                                            |
|  |                                                                             |

|  | Cynomys (präriehundar) |
|  |                        |
|  | Xerospermophilus       |
|  |                        |

|  | Ammospermophilus |
|  |                  |
|  | Notocitellus     |
|  |                  |

|  | Otospermophilus   |
|  |                   |
|  | Callospermophilus |
|  |                   |

|  | Poliocitellus                                                               |
|  |                                                                             |
|  | \| \| Cynomys (präriehundar) \| \| \| \| \| \| Xerospermophilus \| \| \| \| |
|  |                                                                             |
|  | Cynomys (präriehundar)                                                      |
|  |                                                                             |
|  | Xerospermophilus                                                            |
|  |                                                                             |

|  | Cynomys (präriehundar) |
|  |                        |
|  | Xerospermophilus       |
|  |                        |

|  | Poliocitellus                                                               |
|  |                                                                             |
|  | \| \| Cynomys (präriehundar) \| \| \| \| \| \| Xerospermophilus \| \| \| \| |
|  |                                                                             |
|  | Cynomys (präriehundar)                                                      |
|  |                                                                             |
|  | Xerospermophilus                                                            |
|  |                                                                             |

|  | Cynomys (präriehundar) |
|  |                        |
|  | Xerospermophilus       |
|  |                        |

|  | Otospermophilus   |
|  |                   |
|  | Callospermophilus |
|  |                   |

|  | Poliocitellus                                                               |
|  |                                                                             |
|  | \| \| Cynomys (präriehundar) \| \| \| \| \| \| Xerospermophilus \| \| \| \| |
|  |                                                                             |
|  | Cynomys (präriehundar)                                                      |
|  |                                                                             |
|  | Xerospermophilus                                                            |
|  |                                                                             |

|  | Cynomys (präriehundar) |
|  |                        |
|  | Xerospermophilus       |
|  |                        |

|  | Poliocitellus                                                               |
|  |                                                                             |
|  | \| \| Cynomys (präriehundar) \| \| \| \| \| \| Xerospermophilus \| \| \| \| |
|  |                                                                             |
|  | Cynomys (präriehundar)                                                      |
|  |                                                                             |
|  | Xerospermophilus                                                            |
|  |                                                                             |

|  | Cynomys (präriehundar) |
|  |                        |
|  | Xerospermophilus       |
|  |                        |

### Släkten och ingående arter
Förteckningen upptar endast släkten traditionellt förknippade med sislar, alltså ej präriehundar, Ammospermophilus eller murmeldjur.
- Callospermophilus Merriam, 1897
  - Guldmantlad sisel (Callospermophilus lateralis)
  - Callospermophilus madrensis
  - Callospermophilus saturatus
- Ictidomys J. A. Allen, 1877
  - Ictidomys mexicanus
  - Ictidomys parvidens
  - Ictidomys tridecemlineatus
- Notocitellus A. H. Howell, 1938
  - Notocitellus adocetus
  - Notocitellus annulatus
- Otospermophilus Brandt, 1844
  - Otospermophilus atricapillus
  - Otospermophilus beecheyi
  - Otospermophilus variegatus
- Poliocitellus A. H. Howell, 1938
  - Poliocitellus franklinii
- Spermophilus F. Cuvier, 1825 (Omfattar numera endast arter från Eurasien)
  - Spermophilus alashanicus
  - Spermophilus brevicauda
  - Spermophilus citellus
  - Spermophilus dauricus
  - Spermophilus erythrogenys
  - Spermophilus fulvus
  - Spermophilus major
  - Spermophilus musicus
  - Spermophilus pallidicauda
  - Spermophilus pygmaeus
  - Spermophilus ralli
  - Spermophilus relictus
  - Spermophilus suslicus
  - Spermophilus xanthoprymnus
- Urocitellus Obolenskij, 1927
  - Arktisk sisel (Urocitellus parryii)
  - Beldings sisel (Urocitellus beldingi)
  - Urocitellus armatus
  - Urocitellus brunneus
  - Urocitellus canus
  - Urocitellus columbianus
  - Urocitellus elegans
  - Urocitellus mollis
  - Urocitellus richardsonii
  - Urocitellus townsendii
  - Urocitellus undulatus
  - Urocitellus washingtoni
- Xerospermophilus Merriam, 1892
  - Xerospermophilus mohavensis
  - Xerospermophilus perotensis
  - Xerospermophilus spilosoma
  - Xerospermophilus tereticaudus

## Status och hot
En del arter betraktas som skadedjur på odlade växter. Vissa arter bär på smittsamma sjukdomar som rabies eller harpest. Därför bekämpas dessa arter med gift. Andra individer fångas och dödas för pälsens skull.
IUCN listar de flesta arterna som livskraftiga (LC). Arter med annan hotstatus förtecknas nedan.
- Nära hotad (NT)
  - Callospermophilus madrensis
  - Spermophilus musicus
  - Pärlsisel (Spermophilus suslicus)
  - Urocitellus washingtoni
  - Spermophilus xanthoprymnus
- Sårbar (VU)
  - Sisel (Spermophilus citellus)
  - Xerospermophilus mohavensis
  - Urocitellus townsendii
- Starkt hotad (EN)
  - Otospermophilus atricapillus
  - Urocitellus brunneus
  - Xerospermophilus perotensis